# Sexo anal
Sexo anal ou intercurso anal é geralmente a inserção e os movimentos pélvicos do pênis ereto em ânus de uma pessoa, ou ânus e reto, para o prazer sexual.
Outras formas de sexo anal incluem a estimulação anal com os dedos, o uso de brinquedos sexuais, anilingus e pegging. Embora sexo anal signifique mais comumente a penetração peniano-anal, fontes às vezes usam intercurso anal para denotar exclusivamente a penetração peniano-anal, e sexo anal para denotar qualquer forma de atividade sexual anal, especialmente entre parceiros, em oposição à masturbação anal.
A maioria dos homens homossexuais relata praticar sexo anal, embora outros tipos de comportamento sexual sejam mais frequentemente praticados nesse grupo. Entre casais heterossexuais, o sexo anal provavelmente não é incomum e pode estar se tornando mais prevalente. Tipos de sexo anal também podem fazer parte das práticas sexuais lésbicas.
As pessoas podem experimentar prazer com o sexo anal pela estimulação das terminações nervosas anais, e o orgasmo pode ser alcançado através da penetração anal – por estimulação indireta da próstata nos homens, estimulação indireta do clitóris ou de uma área da vagina (às vezes chamada de ponto G) nas mulheres, e de outros nervos sensitivos (especialmente o nervo pudendo). No entanto, as pessoas também podem achar o sexo anal doloroso, às vezes de forma extrema, o que pode ser devido a fatores psicológicos em alguns casos.
Como na maioria das formas de atividade sexual, o sexo anal pode facilitar a disseminação de infecções sexualmente transmissíveis (ISTs). O sexo anal é considerado uma prática sexual de alto risco devido à vulnerabilidade do ânus e do reto. Os tecidos anal e retal são delicados e não fornecem, diferentemente da vagina, lubrificação. Eles podem se romper facilmente e permitir a transmissão de doenças, especialmente se não for utilizado um lubrificante pessoal. O sexo anal sem a proteção de um preservativo é considerado a forma de atividade sexual de maior risco, e, portanto, autoridades de saúde, como a Organização Mundial da Saúde (OMS), recomendam práticas de sexo seguro para o sexo anal.
Opiniões fortes são frequentemente expressas sobre o sexo anal. É controverso em várias culturas, frequentemente devido a proibições religiosas contra o sexo anal entre homens ou aos ensinamentos sobre o propósito reprodutivo da atividade sexual. Pode ser considerado tabu ou antinatural, e é crime em alguns países, punível com punição corporal ou pena de morte. Por outro lado, o sexo anal também pode ser considerado uma forma natural e válida de atividade sexual, tão satisfatória quanto outras expressões sexuais desejadas, e pode ser um elemento potencializador ou principal da vida sexual.

## Anatomia e prática sexual

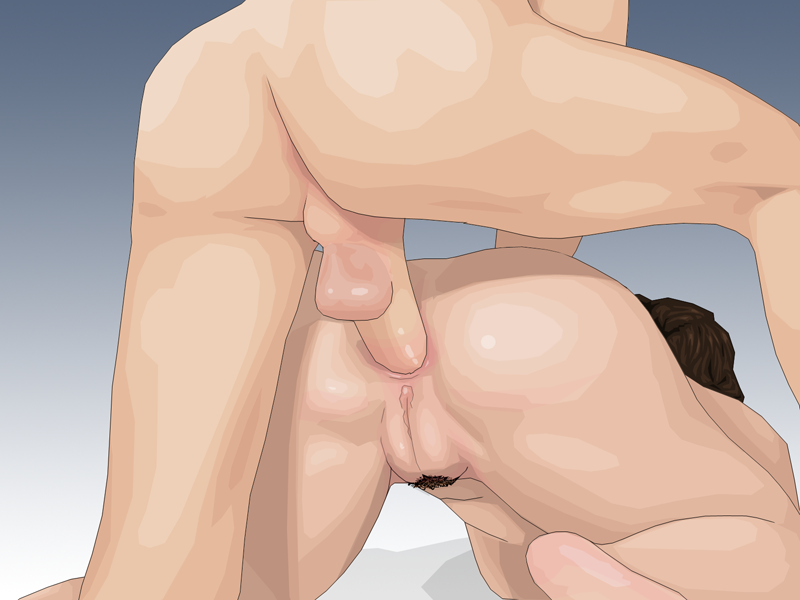
Durante o sexo anal o pênis é introduzido no ânus do parceiro sexual

A abundância de terminações nervosas na região anal e no Reto pode tornar o sexo anal prazeroso para homens e mulheres.
Os músculos do esfíncter interno e do esfíncter externo controlam a abertura e o fechamento do ânus; esses músculos, que são membranas sensíveis compostas de muitas terminações nervosas, facilitam o prazer ou a dor durante o sexo anal.
Sexualidade Humana: Uma Enciclopédia afirma que “o terço interno do canal anal é menos sensível ao toque do que os dois terços externos, mas é mais sensível à pressão” e que “o reto é um tubo curvo com cerca de 20 ou 23 cm de comprimento e possui, assim como o ânus, a capacidade de se expandir”.
Pesquisas indicam que o sexo anal ocorre de forma significativamente menos frequente do que outros comportamentos sexuais, mas sua associação com dominação e submissão e com tabu o torna um estímulo atrativo para pessoas de todas as orientação sexuals.
Além da penetração sexual pelo pênis, as pessoas podem usar brinquedos sexuais como um dildo, um plug anal ou contas anais, praticar fingering anal, anilingus, penetração anal reversa, masturbação anal, inserção de gengibre ou introdução de punho para a atividade sexual anal, e diferentes posição sexuals também podem ser incluídas.
A introdução de punho é a atividade menos praticada, em parte porque é incomum que as pessoas consigam relaxar o suficiente para acomodar um objeto tão grande quanto um punho sendo inserido no ânus.

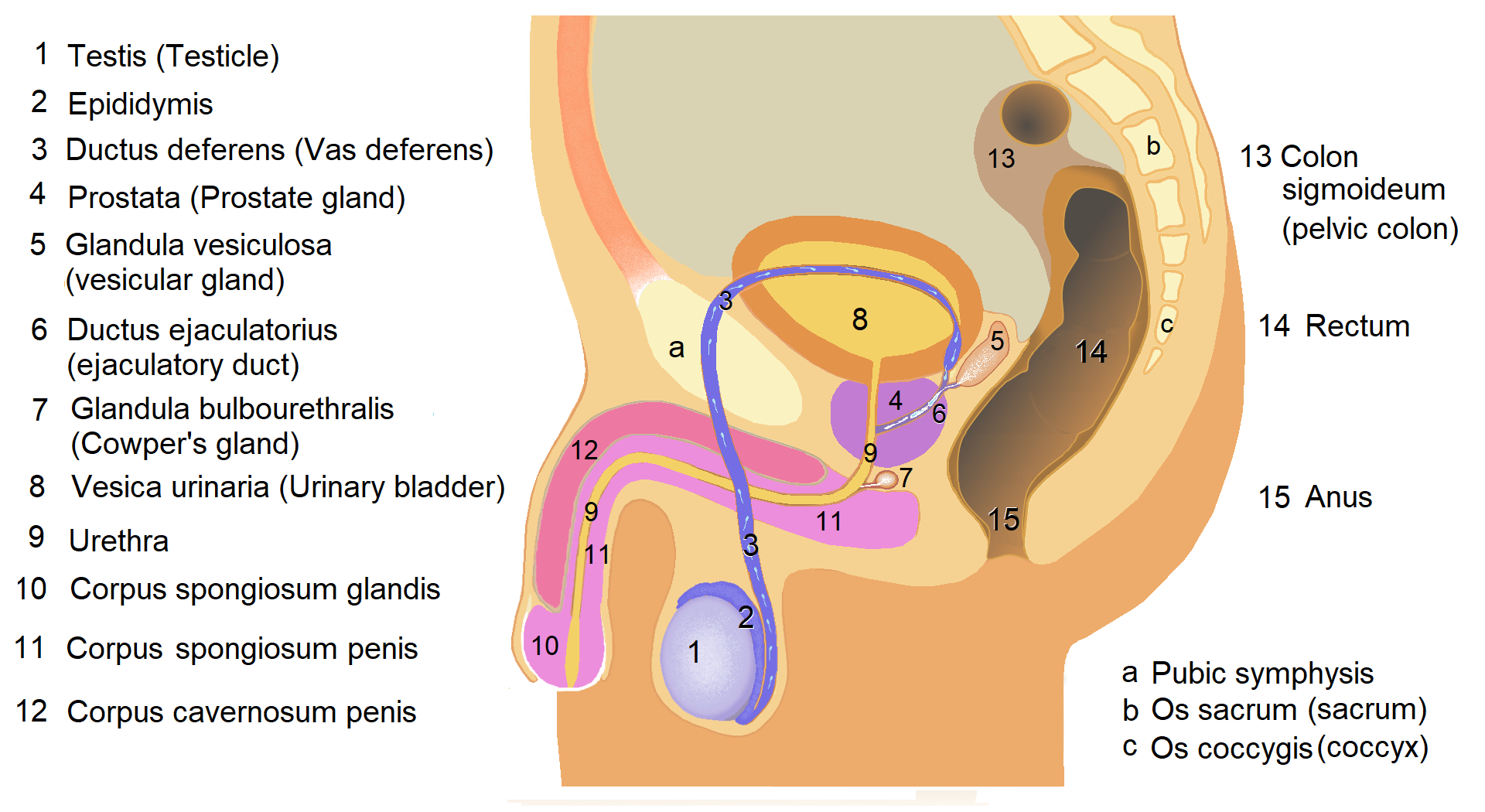
Anatomia genital masculina, mostrando a localização da próstata em relação ao reto

Em um parceiro masculino receptor, ser penetrado analmente pode produzir uma sensação prazerosa devido ao objeto de inserção roçar contra a Próstata.
Isso pode resultar em sensações prazerosas e, em alguns casos, levar ao orgasmo.
A estimulação da próstata pode produzir um orgasmo mais profundo, às vezes descrito pelos homens como mais abrangente e intenso, de duração mais prolongada e capaz de proporcionar sensações de êxtase maiores do que o orgasmo provocado apenas pela estimulação peniana.
A próstata está localizada ao lado do reto e é o homólogo masculino – maior e mais desenvolvido – das glândulas de Skene. Também é comum que um homem não atinja o orgasmo como parceiro receptor somente com o sexo anal.
Estatísticas gerais indicam que 70–80% das mulheres necessitam de estimulação direta do Clitóris para atingir o orgasmo. As paredes da vagina contêm significativamente menos terminações nervosas do que o clitóris (que possui muitas terminações especificamente destinadas ao orgasmo), e, portanto, o prazer sexual intenso – inclusive o orgasmo – decorrente da estimulação sexual vaginal é menos provável de ocorrer do que o da estimulação direta do clitóris na maioria das mulheres. O clitóris é composto por mais do que a glande visível externamente.
A vagina, por exemplo, é ladeada em cada lado pelos crus do clitóris, que são as “pernas” internas do clitóris, altamente sensíveis e que se enchem de sangue quando há excitação sexual. A estimulação indireta do clitóris por meio da penetração anal pode ser causada pelos nervos sensoriais compartilhados, especialmente o nervo pudendo, que origina os nervos anais inferiores e se divide no nervo perineal e no nervo dorsal do clitóris.
Embora o ânus possua muitas terminações nervosas, sua função não é especificamente induzir o orgasmo, e, por isso, é raro que uma mulher atinja o orgasmo somente por estimulação anal.
A estimulação decorrente do sexo anal pode ser afetada também pela percepção popular ou pelas representações da atividade, como na erotica ou na pornografia. Na pornografia, o sexo anal é comumente retratado como uma prática desejável, indolor e rotineira que não exige o uso de lubrificante pessoal; isso pode levar casais a praticarem sexo anal sem os devidos cuidados, fazendo com que homens e mulheres acreditem que é incomum que as mulheres, enquanto receptoras, experimentem desconforto ou dor em vez de prazer com a atividade. Em contraste, os músculos do esfíncter de cada pessoa reagem de forma diferente à penetração; os esfíncteres anais possuem tecidos mais propensos a rasgos, e o ânus e o reto, diferentemente da vagina, não oferecem lubrificação para a penetração sexual. Pesquisadores afirmam que a aplicação adequada de lubrificante pessoal, o relaxamento e a comunicação entre os parceiros sexuais são essenciais para evitar dor ou danos ao ânus ou ao reto.

## De homem para mulher

### Comportamentos e visões

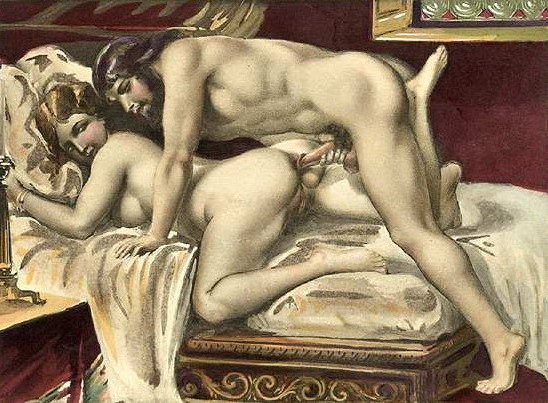
Litografia de 1892 de Paul Avril, representando sexo anal de homem para mulher.

Os esfíncteres anais geralmente são mais apertados do que os músculos do assoalho pélvico da vagina, o que pode aumentar o prazer sexual para o homem que penetra durante o intercurso anal de homem para mulher, devido à pressão aplicada ao pênis.
Os homens também podem desfrutar do papel de penetrante durante o sexo anal por sua associação com dominação, por ser considerado mais sedutor por uma parceira feminina ou pela sociedade em geral, que o classifica como algo proibido, ou porque representa uma opção adicional de penetração.
Enquanto algumas mulheres consideram doloroso ou desconfortável ser a parceira receptora durante o intercurso anal – ou praticam o ato apenas para agradar um parceiro sexual masculino –, outras mulheres acham a atividade prazerosa ou a preferem ao sexo vaginal.
Em um artigo de revisão clínica de 2010 sobre o sexo anal heterossexual, o termo “intercurso anal” é utilizado para denotar especificamente a penetração peniano-anal, e “sexo anal” para designar qualquer forma de atividade sexual anal. A revisão sugere que o sexo anal é exótico entre as práticas sexuais de alguns heterossexuais e que “para um certo número de heterossexuais, o intercurso anal é prazeroso, excitante e, talvez, considerado mais íntimo do que o sexo vaginal”.
O intercurso anal às vezes é utilizado como substituto do sexo vaginal durante a menstruação.
A probabilidade de ocorrer gravidez durante o sexo anal é muito reduzida, pois o sexo anal isoladamente não pode resultar em gravidez, a menos que o esperma seja, de alguma forma, transportado até a abertura vaginal.
Por conta disso, alguns casais praticam o intercurso anal como forma de contracepção, frequentemente sem o uso de preservativo.
Alguns casais podem praticar o sexo anal como forma de preservar a virgindade feminina, uma vez que não é procriativo e não rompe o hímen; tal prática foi registrada em comunidades cristãs dos Estados Unidos.
Uma pessoa, especialmente uma adolescente ou mulher, que se envolve em sexo anal ou em outra atividade sexual sem ter histórico de intercurso vaginal pode ser considerada como não tendo perdido a virgindade. Isso é, por vezes, denominado de virgindade técnica.
Heterossexuais podem encarar o sexo anal como mera “brincadeira” ou como preliminares; a pesquisadora Laura M. Carpenter afirmou que essa visão “remonta ao final dos anos 1600, com regras explícitas surgindo por volta do início do século XX, como em manuais matrimoniais que definem carícias como ‘literalmente todas as carícias conhecidas entre casados, mas que não incluem o intercurso sexual completo’”.
Um estudo constatou que adolescentes norte-americanos que se comprometeram a não ter relações sexuais até o casamento eram mais propensos a praticar sexo anal sem ter intercurso vaginal do que aqueles que não fizeram tal compromisso de abstinência sexual, e que os que assumiram o compromisso apresentavam a mesma chance de testar positivo para uma IST cinco anos após o pacto que os que não se comprometeram.

### Prevalência
Como a maioria das pesquisas sobre intercurso anal aborda homens que fazem sexo com homens, existem poucos dados sobre a prevalência do intercurso anal entre casais heterossexuais.
Na revisão clínica de 2010 de Kimberly R. McBride sobre o intercurso anal heterossexual e outras formas de atividade sexual anal, sugere-se que as normas em mudança podem influenciar a frequência do sexo anal heterossexual. McBride e seus colegas investigaram a prevalência de comportamentos sexuais anais não relacionados ao intercurso em uma amostra de homens (n=1.299) e mulheres (n=1.919) em comparação com a experiência de intercurso anal, e constataram que 51% dos homens e 43% das mulheres haviam participado de pelo menos um ato de sexo oral-anal, sexo manual-anal ou uso de brinquedos sexuais anais.
O relatório afirma que a maioria dos homens (n=631) e das mulheres (n=856) que relataram intercurso anal heterossexual nos últimos 12 meses estavam em relacionamentos exclusivos e monogâmicos – 69% e 73%, respectivamente.
A revisão acrescentou que, como “relativamente pouca atenção é dada ao intercurso anal e a outros comportamentos sexuais anais entre parceiros heterossexuais”, isso significa que é “bastante raro” encontrar pesquisas “que diferenciem especificamente o ânus como órgão sexual ou abordem a função ou disfunção sexual anal como tópicos legítimos. Como resultado, não sabemos até que ponto o intercurso anal difere qualitativamente do coito”.
De acordo com um estudo de 2010 da Pesquisa Nacional de Saúde e Comportamento Sexual (NSSHB), conduzido por Debby Herbenick et al., embora o intercurso anal seja relatado por menos mulheres do que outros comportamentos sexuais em casal, mulheres em relacionamentos, com idades entre 18 e 49 anos, têm uma probabilidade significativamente maior de relatar ter praticado sexo anal nos últimos 90 dias. As mulheres se envolveram em intercurso anal com menor frequência do que os homens. O intercurso vaginal foi praticado com mais frequência do que o intercurso anal insertivo entre os homens, embora 13% a 15% dos homens com idade entre 25 e 49 anos tenham praticado o intercurso anal insertivo.
No que diz respeito aos adolescentes, os dados também são limitados.
Isso pode ocorrer devido à natureza tabus do sexo anal e ao fato de que adolescentes e responsáveis evitam conversar sobre o assunto. Também é comum que comitês de revisão de temas e escolas evitem o assunto.
Um estudo de 2000 constatou que 22,9% dos estudantes universitários que se identificaram como não virgens tiveram sexo anal. O uso de preservativos durante o sexo anal ocorreu em 20,9% das vezes, em comparação com 42,9% das vezes no intercurso vaginal.
O fato de o sexo anal ser mais comum entre os heterossexuais atualmente do que no passado tem sido associado ao aumento do consumo de pornografia anal entre os homens, especialmente entre aqueles que a assistem regularmente.
Seidman et al. argumentaram que “mídias baratas, acessíveis e, especialmente, interativas permitiram que muitas mais pessoas produzissem, bem como consumissem, pornografia”, e que essa forma moderna de produzir pornografia, além de ter as nádegas e o ânus se tornado mais erotizados, levou a um interesse significativo ou obsessão pelo sexo anal entre os homens.

## Homem para homem

### Comportamentos e pontos de vista

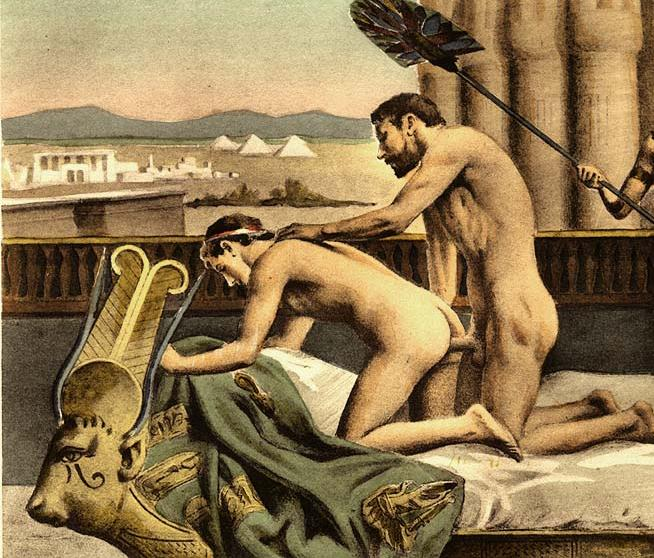
Interpretação erótica do século XIX de Adriano e Antinous (detalhe), por Paul Avril.

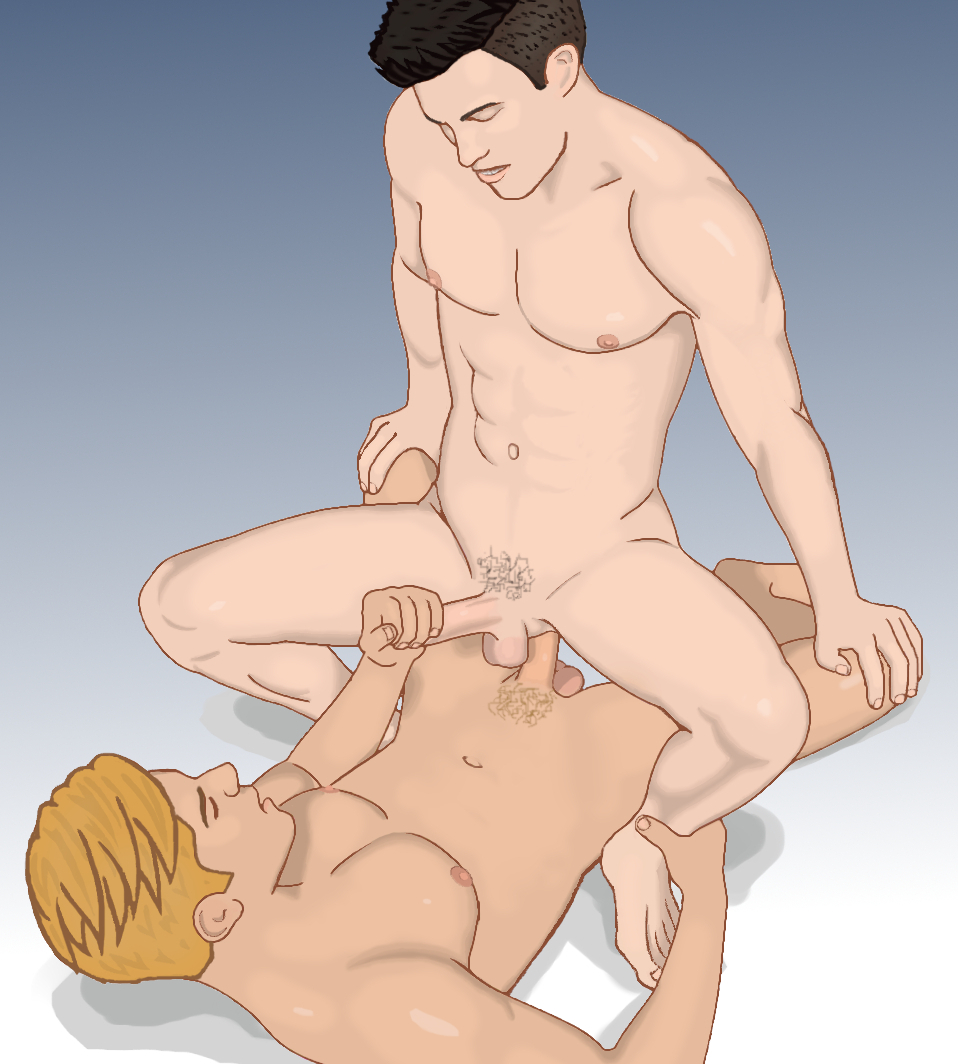
Dois homens praticando sexo anal

Relata-se que a maioria dos homens homossexuais pratica sexo anal. Entre os homens que praticam sexo anal com outros homens, o parceiro ativo pode ser denominado ativo e o parceiro passivo, passivo. Aqueles que desfrutam de ambos os papéis podem ser chamados de versátil. Embora alguns homens que fazem sexo com homens possam sentir que ser parceiro receptivo durante o sexo anal os faz questionar sua masculinidade, Praticar o papel passivo na relação sexual é, pelo menos, tão comum quanto o papel ativo entre homens gays e bissexuais ocidentais e, entre casais masculinos comprometidos, o sexo anal é considerado como o que proporciona os orgasmos mais satisfatórios.

### Prevalência
Relatos sobre a prevalência do sexo anal entre homens gays e outros homens que fazem sexo com homens variam. Uma pesquisa na The Advocate (revista LGBT) em 1994 indicou que 46 % dos homens gays preferiam penetrar seus parceiros, enquanto 43 % preferiam ser o parceiro receptivo. Outras fontes sugerem que aproximadamente três quartos dos homens gays já praticaram sexo anal em algum momento, com uma porcentagem igual atuando como ativos e passivos. Uma pesquisa sobre sexo realizada pelo NSSHB nos EUA em 2012 sugere alta participação ao longo da vida no sexo anal entre homens gays: 83,3 % relataram ter participado do sexo anal na posição ativa e 90 % na posição receptiva, mesmo que apenas entre um terço e um quarto se autodeclarem recentemente engajados na prática, definida como 30 dias ou menos.
Sexo oral e masturbação mútua são mais comuns do que a estimulação anal entre homens em relacionamentos sexuais com outros homens. Segundo Weiten et al., o sexo anal é geralmente mais popular entre casais de homens gays do que entre casais heterossexuais, mas "fica atrás do sexo oral e da masturbação mútua" em termos de prevalência em ambas as orientações sexuais. Wellings et al. relataram que "a associação de 'homossexual' com sexo 'anal' entre homens é comum tanto entre leigos quanto entre profissionais de saúde" e que "uma pesquisa na Internet com 180.000 MSM em toda a Europa (EMIS, 2011) mostrou que o sexo oral era o mais praticado, seguido pela masturbação mútua, com o sexo anal em terceiro lugar". Embora o sexo anal seja menos comum do que o sexo oral e a masturbação manual entre casais masculinos comprometidos, estes classificam os orgasmos decorrentes do sexo anal como os mais satisfatórios dentre todas as práticas sexuais.

## De mulher para homem

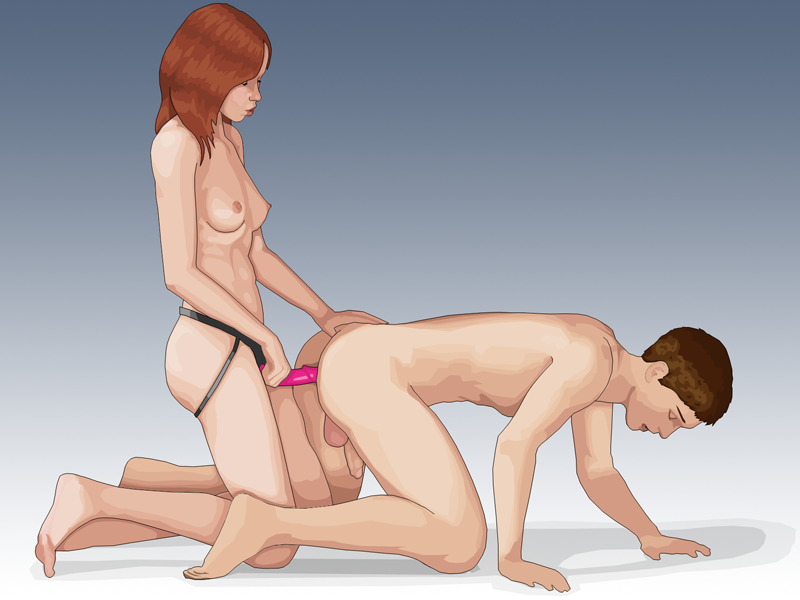
Uma mulher usando um dildo com cinta prestes a praticar sexo anal com um homem (penetração por cinta).

As mulheres podem estimular sexualmente o ânus de um homem, utilizando os dedos na área externa ou interna do ânus; elas também podem estimular o períneo (que, para os homens, situa-se entre a base do escroto e o ânus), massagear a próstata ou praticar anilingus. Brinquedos sexuais, como um dildo, também podem ser utilizados. A prática de uma mulher penetrar o ânus de um homem com um dildo com cinta para atividade sexual é denominada penetração por cinta.
Reece et al. relataram em 2010 que a relação anal receptiva é infrequente entre os homens, afirmando que "cerca de 7 % dos homens de 14 a 94 anos relataram ser parceiros receptivos durante o sexo anal".
The BMJ afirmou em 1999:
Existem poucos dados publicados sobre quantos homens heterossexuais gostariam que seu ânus fosse estimulado sexualmente em um relacionamento heterossexual. De acordo com relatos, esse número é considerável. Os dados que possuímos referem-se quase que exclusivamente a atos sexuais penetrativos, e o contato superficial do anel anal com os dedos ou com a língua está ainda menos documentado, podendo ser presumido como uma atividade sexual comum entre homens de todas as orientações.

## Entre mulheres

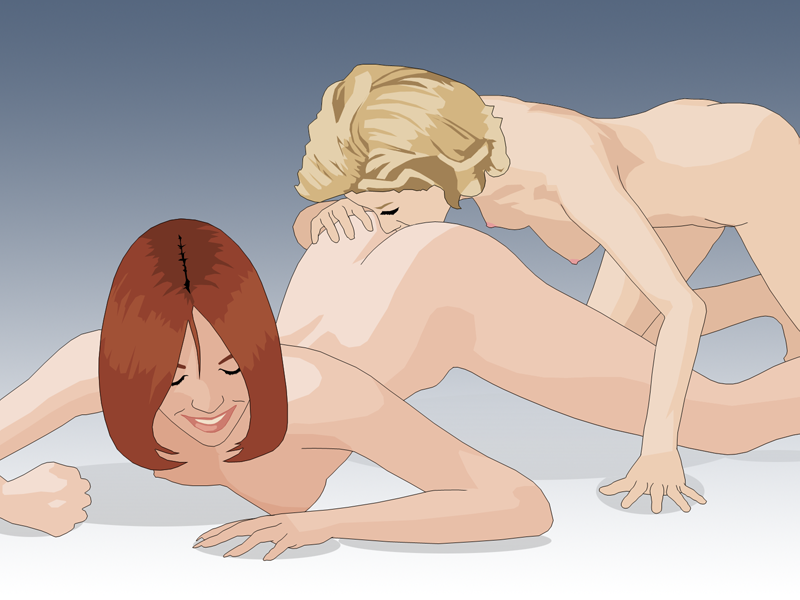
Uma mulher realizando anilingus em outra mulher

No que diz respeito às práticas sexuais lésbicas, o sexo anal inclui a estimulação anal com os dedos, o uso de um dildo ou outros brinquedos sexuais, ou anilingus.
Há menos pesquisas sobre a atividade sexual anal entre mulheres que fazem sexo com mulheres do que em casais de outras orientações sexuais. Em 1987, foi realizado um estudo não científico (Munson) com mais de 100 membros de uma organização social lésbica no Colorado. Quando questionadas sobre quais técnicas utilizaram em seus dez últimos encontros sexuais, as lésbicas na faixa dos 30 anos eram duas vezes mais propensas do que outros grupos etários a se envolver em estimulação anal (com o dedo ou dildo). Um estudo de 2014 com mulheres lésbicas em relacionamento, no Canadá e nos EUA, constatou que 7% se envolviam em estimulação ou penetração anal pelo menos uma vez por semana; cerca de 10% o faziam mensalmente e 70% não praticavam nada. O anilingus também é praticado com menor frequência entre casais do mesmo sexo feminino.

## Riscos à saúde

### Riscos gerais

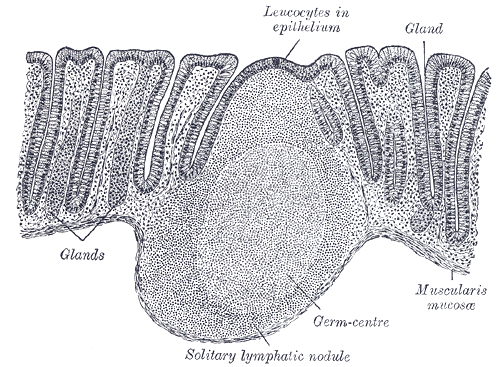
Uma imagem das membranas mucosas do reto

O sexo anal pode expor seus participantes a dois perigos principais: infecções devido ao alto número de micro-organismos infecciosos não encontrados em outras partes do corpo e danos físicos ao ânus e ao reto, em virtude de sua fragilidade. A penetração peniana-anal desprotegida, coloquialmente conhecida como barebacking, apresenta um risco maior de transmissão de infecções sexualmente transmissíveis (ISTs) porque o esfíncter anal é um tecido delicado e facilmente rasgável, que pode servir de porta de entrada para patógenos. O uso de camisinha, lubrificação abundante para reduzir o risco de rasgos, e práticas de sexo seguro em geral reduzem o risco de ISTs. Contudo, a camisinha pode romper ou se soltar durante o sexo anal, e isso é mais provável de ocorrer nessa prática do que em outras, devido à firmeza dos esfíncteres anais durante o atrito.
O sexo anal receptivo desprotegido (com parceiro HIV positivo) é o ato sexual mais provável de resultar na transmissão do HIV.
Como em outras práticas sexuais, pessoas sem conhecimento adequado sobre os riscos envolvidos estão suscetíveis a ISTs. Por conta da visão de que o sexo anal não é "sexo de verdade" e, portanto, não resulta na perda da virgindade ou gravidez, adolescentes e outros jovens que desconhecem os riscos do sexo anal podem considerar a relação vaginal mais arriscada e acreditar que uma IST só pode resultar de relações vaginais. Pode ser por causa dessas visões que o uso de camisinha durante o sexo anal é frequentemente baixo e inconsistente entre diversos grupos em vários países.
Embora o sexo anal isoladamente não resulte em gravidez, ela ainda pode ocorrer se o pênis estiver próximo à vagina (como durante o sexo intercrural ou outra fricção genital-genital) e o sêmen for depositado próximo à entrada vaginal, podendo viajar pelas secreções lubrificantes da vagina; o risco também pode ocorrer sem que o pênis esteja próximo à vagina, já que o sêmen pode ser transportado até a abertura vaginal pelo contato da vagina com dedos ou outras partes do corpo que tenham tocado o sêmen.
Diversos fatores tornam o sexo anal masculino-feminino mais arriscado do que o sexo vaginal para as mulheres, inclusive o risco de transmissão do HIV ser maior no sexo anal do que no vaginal. O risco de lesão à mulher durante o sexo anal é também significativamente maior do que o risco de lesão durante o sexo vaginal, devido à maior resistência dos tecidos vaginais em comparação com os anais. Além disso, se um homem passa do sexo anal imediatamente para o vaginal sem o uso de camisinha ou sem trocá-la, infecções podem surgir na vagina (ou no trato urinário) devido às bactérias presentes no ânus; essas infecções também podem resultar da troca entre sexo vaginal e anal pelo uso de dedos ou brinquedos sexuais.
A dor durante o sexo anal receptivo é formalmente denominada anodispareunia. Fatores que predizem a dor durante o sexo anal incluem lubrificação inadequada, tensão ou ansiedade, falta de estimulação, bem como desconforto social em relação à homossexualidade e estar na saída do armário. Pesquisas identificaram que fatores psicológicos podem, de fato, ser os principais responsáveis pela experiência de dor durante o sexo anal e que uma comunicação adequada entre parceiros pode preveni-la, contrariando a noção de que a dor seja sempre inevitável nessa prática. A prevalência da anodispareunia é difícil de mensurar; em dois estudos populacionais com homens que recebem sexo anal, 18% e 14% relataram ter experimentado anodispareunia. Em um estudo com 2002 mulheres, 8,7% daquelas que já praticaram sexo anal relataram ter sentido dor intensa.

### Danos
O sexo anal pode agravar hemorróidas e, portanto, resultar em sangramento; em outros casos, a formação de uma hemorróida é atribuída ao sexo anal. Se ocorrer sangramento em decorrência do sexo anal, pode ser devido a um rasgo nos tecidos anais ou retais (uma fissura anal) ou a uma perfuração (um orifício) no intestino grosso, sendo este último um problema médico sério que exige atenção imediata. Devido à baixa elasticidade do reto, à fina membrana mucosa anal e à presença de pequenos vaso sanguíneos logo abaixo dessa membrana, rasgos minúsculos e sangramentos no reto geralmente resultam da penetração anal, embora o sangramento seja normalmente leve e, por isso, quase imperceptível.
Em contraste com outras práticas sexuais anais, o fisting anal apresenta um perigo mais sério de danos devido ao estiramento deliberado dos tecidos anais e retais; as lesões causadas pelo fisting anal incluem lacerações do esfíncter anal e perfurações retal e do cólon sigmoide (retossigmóide), que podem levar à morte.
A penetração anal repetitiva pode resultar no enfraquecimento dos esfíncteres anais, o que pode causar procidência retal ou afetar a capacidade de segurar as fezes (uma condição conhecida como incontinência fecal). A procidência retal é muito incomum, e suas causas não são bem compreendidas. Os exercícios de Kegel têm sido utilizados para fortalecer os esfíncteres anais e o assoalho pélvico, podendo ajudar a prevenir ou remediar a incontinência fecal.

### Câncer
A maioria dos casos de câncer anal está relacionada à infecção pelo papilomavírus humano (HPV). O risco de câncer anal por meio do sexo anal é atribuído à infecção por HPV, frequentemente contraída por relações anais desprotegidas. O câncer anal é significativamente menos comum do que o câncer de cólon ou de reto (câncer colorretal); a American Cancer Society estima que em 2023 houve aproximadamente 9.760 novos casos (6.580 em mulheres e 3.180 em homens) e cerca de 1.870 óbitos (860 mulheres e 1.010 homens) nos Estados Unidos, e que, embora o câncer anal venha crescendo há muitos anos, ele é diagnosticado principalmente em adultos, "com uma idade média no início dos 60 anos" e "afeta as mulheres um pouco mais do que os homens."

## Visões culturais

### Geral

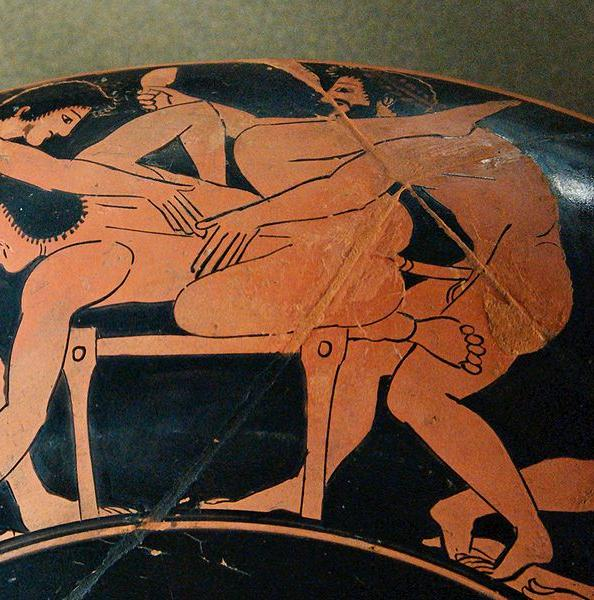
Depoição do sexo anal em um kylix (copo) de figura vermelha de Attic de 510 a.C.

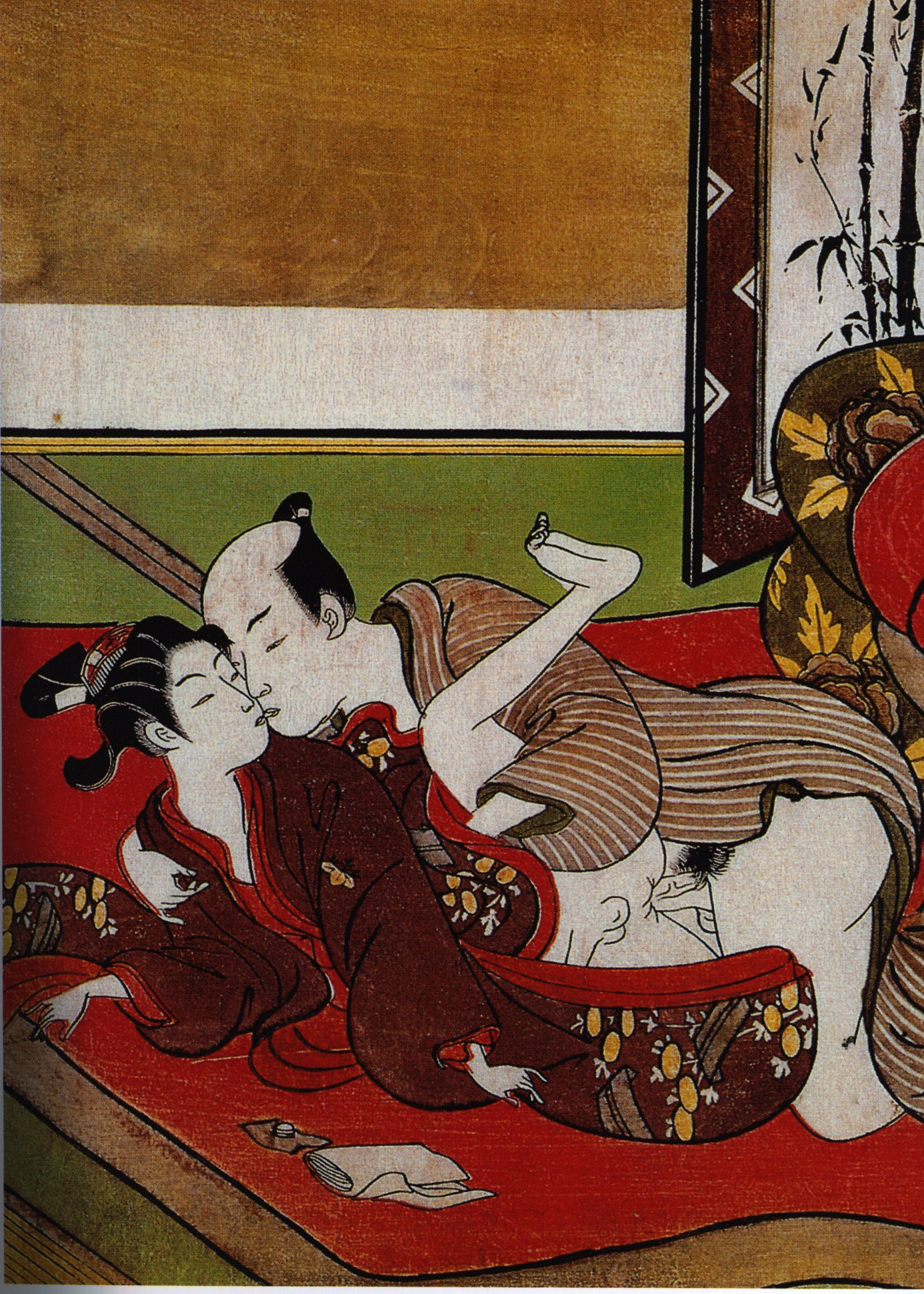
Suzuki Harunobu, uma xilogravura de shunga que retrata um homem mais velho e outro mais jovem

Diferentes culturas tiveram visões diversas sobre o sexo anal ao longo da história humana, com algumas sendo mais positivas em relação à prática do que outras. Historicamente, o sexo anal foi restringido ou condenado, especialmente por crenças religiosas; também foi comumente utilizado como forma de dominação, geralmente com o parceiro ativo (aquele que penetra) representando a masculinidade e o parceiro passivo (aquele que é penetrado) representando a feminilidade. Diversas culturas registraram, em especial, a prática do sexo anal entre homens, sendo essa prática altamente estigmatizada ou punida. Em algumas sociedades, se descoberto que indivíduos praticaram esse ato, eles eram condenados à morte, seja por decapitação, queima ou até mesmo mutilação.
O sexo anal tem sido mais aceito nos tempos modernos; é frequentemente considerado uma forma natural e prazerosa de expressão sexual. As nádegas e o ânus passaram a ter uma conotação mais erótica na cultura contemporânea, inclusive por meio da pornografia. Contudo, a prática do sexo anal ainda é punida em algumas sociedades. Por exemplo, em relação aos direitos LGBT no Irã, o Código Penal do Irã estabelece no Artigo 109 que "ambos os homens envolvidos em sexo penetrativo (anal) ou não penetrativo entre pessoas do mesmo sexo serão punidos" e "o Artigo 110 estabelece que aqueles condenados por praticar sexo anal serão executados, sendo a forma de execução a critério do juiz".

### Culturas antigas e não ocidentais
Desde os registros mais antigos, os sumérios possuíam atitudes bastante relaxadas em relação ao sexo e não consideravam o sexo anal como tabu. As sacerdotisas Entu eram proibidas de gerar descendência E frequentemente praticavam sexo anal como método contraceptivo. O sexo anal também é aludido de forma velada em um presságio em que um homem "fica dizendo à sua esposa: 'Traga sua traseira.'" Outros textos sumérios fazem referência ao ato sexual anal homossexual. O gala, um conjunto de sacerdotes que atuava nos templos da deusa Inanna, onde executavam elegias e lamentações, era especialmente conhecido por suas proclividades homossexuais. O sinal sumério para gala era uma ligadura dos sinais de "pênis" e "ânus". Um provérbio sumério diz: "Quando o gala limpou seu traseiro [disse]: 'Não devo despertar aquilo que pertence à minha senhora [isto é, Inanna].'"
O termo amor grego é há muito utilizado para se referir à relação anal, e nos tempos modernos, "fazer à moda grega" é, às vezes, usado como gíria para sexo anal. O sexo anal entre homens não era uma prática universalmente aceita na Grécia Antiga; era alvo de piadas em algumas comédias de Atenas. Aristófanes, por exemplo, alude de forma zombeteira à prática, afirmando, "A maioria dos cidadãos são agora europroktoi ('de traseiro largo')." Os termos kinaidos, europroktoi e katapygon eram usados pelos gregos para categorizar homens que praticavam, de forma habitual, que praticavam o sexo anal passivo. As práticas pedéricas na Grécia antiga (atividade sexual entre homens e rapazes adolescentes), pelo menos em Atenas e Esparta, deveriam evitar qualquer tipo de sexo penetrativo. As obras de arte gregas que retratam interações sexuais entre homens e rapazes geralmente mostram apenas carícias ou sexo intercrural, o que não era condenado por violar ou feminização dos rapazes, Já o sexo anal entre homens era geralmente retratado entre indivíduos da mesma faixa etária. O sexo intercrural não era considerado penetrativo e a prática entre dois homens era vista como um ato "limpo". Algumas fontes afirmam explicitamente que o sexo anal entre homens e rapazes era criticado por ser vergonhoso e visto como uma forma de hubris. Evidências sugerem, contudo, que o parceiro mais jovem em relações pedéricas (isto é, o eromenos) chegava a se envolver em sexo anal receptivo, desde que ninguém o acusasse de ser "feminino".

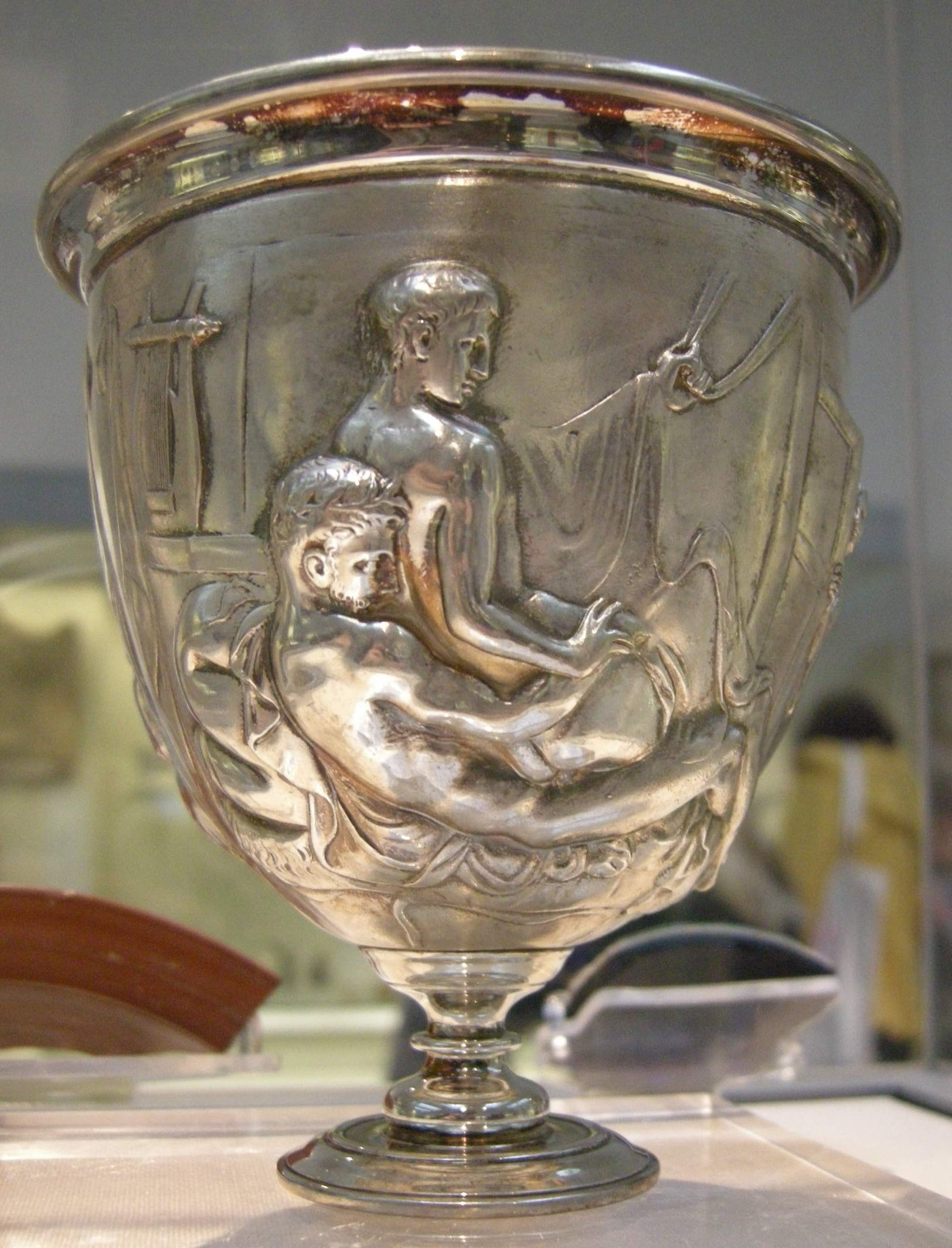
Dois homens romanos no Warren Cup, British Museum

Na poesia grega da era romana, o sexo anal passou a ser uma convenção literária comum, representado como praticado com jovens "aptos": aqueles que haviam atingido a idade apropriada, mas que ainda não eram adultos. Seduzir aqueles que não estavam na idade apropriada (por exemplo, crianças não adolescentes) era considerado extremamente vergonhoso para o adulto, e ter tais relações com um homem que já não era adolescente era considerado mais vergonhoso para o jovem do que para o que o penetrava. As hetaerae gregas são relatadas como frequentemente praticantes de sexo anal masculino-feminino como meio de prevenir a gravidez.
Um cidadão masculino que assumia o papel passivo (receptivo) no sexo anal (paedicatio em Latim) era condenado em Roma como um ato de impudicitia ('indecência' ou 'falta de castidade'); homens livres, entretanto, podiam assumir o papel ativo com um jovem escravo, conhecido como um catamite ou puer delicatus. Isto era permitido porque o sexo anal era considerado, nesse contexto, equivalente ao vaginal; dizia-se que os homens "o suportavam como uma mulher" (muliebria pati 'suportar coisas femininas') quando eram penetrados analmente, mas quando um homem praticava sexo anal em uma mulher, ela era vista como assumindo o papel do rapaz. Da mesma forma, acreditava-se que mulheres só seriam capazes de praticar sexo anal ou outros atos sexuais com mulheres se possuíssem um clitóris excepcionalmente grande ou um dildo. O parceiro passivo, em todos esses casos, era sempre considerado mulher ou menino, pois assumir o papel penetrativo era visto como a única forma apropriada para um cidadão masculino adulto se engajar em atividade sexual, sendo, por isso, considerado pouco masculino se fosse ele o penetrado; escravos podiam ser considerados "não-cidadãos". Embora os homens romanos frequentemente recorressem aos seus próprios escravos ou a outros para relações anais, as comédias e peças romanas ambientadas em cenários e personagens gregos para atos explícitos de sexo anal podem indicar que os romanos viam o sexo anal como algo especificamente "grego".

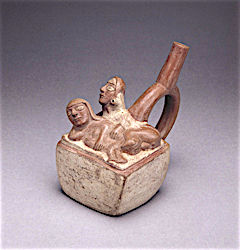
Homem e mulher praticando sexo anal. Cerâmica, Cultura Moche – 300 d.C. – Coleção do Museu Larco.

Em Japão, registros (incluindo detalhadas xilogravuras de shunga) mostram que alguns homens se engajavam em relações sexuais anais penetrativas com outros homens. Evidências sugestivas de ampla prática de sexo anal heterossexual em uma cultura pré-moderna podem ser encontradas nos vasos eróticos, ou potes com bico de estribo, produzidos pelo povo Moche do Peru; em uma pesquisa, de uma coleção desses vasos, constatou-se que 31% deles retratavam relações heterossexuais anais, de forma significativamente maior do que qualquer outro ato sexual. A cerâmica Moche desse tipo pertencia ao mundo dos mortos, que se acreditava ser uma inversão da vida. Assim, o inverso das práticas comuns era frequentemente retratado. O Museu Larco abriga uma galeria erótica onde essa cerâmica é exposta.

### Religião

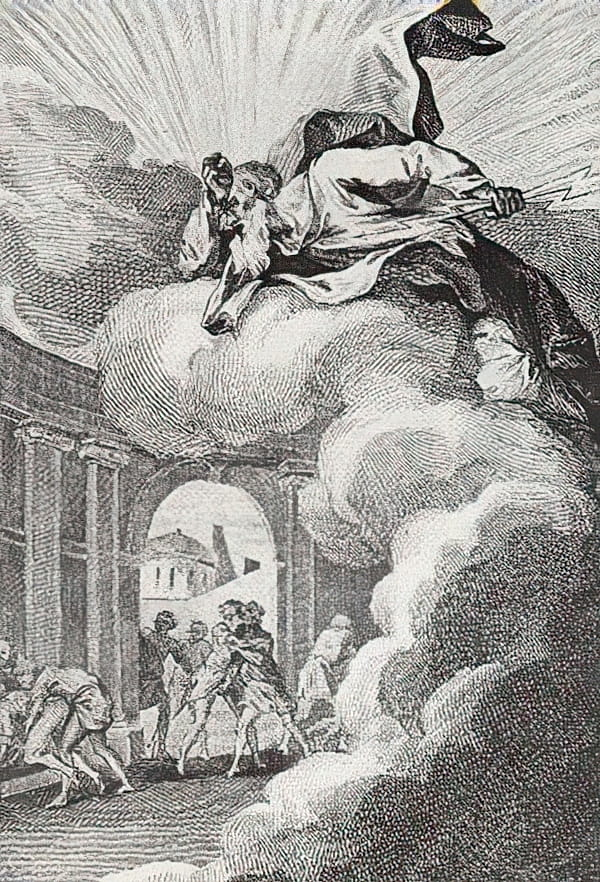
François-Rolland Elluin, Sodomitas provocando a ira divina, de Le pot-pourri (1781)

#### Judaísmo
O Mishneh Torah, um texto considerado autoritário pelas correntes do Judaísmo Ortodoxo, afirma que "visto que a esposa de um homem é permitida para ele, ele pode agir com ela de qualquer maneira que desejar. Ele pode ter relações com ela sempre que quiser e beijar qualquer órgão do corpo dela, e pode ter relações com ela de forma natural ou não natural [tradicionalmente, 'não natural' refere-se ao sexo anal e oral], desde que não desperdice sêmen sem propósito. Contudo, é atributo de piedade que o homem não aja com leviandade nessa questão e que se santifique no momento da relação."

#### Cristianismo
Textos cristãos podem, às vezes, referir-se eufemisticamente ao sexo anal como o peccatum contra naturam ('o pecado contra a natureza', conforme Tomás de Aquino) ou Sodomitica luxuria ('luxúria sodomítica', em uma das ordenanças de Carlomagno), ou peccatum illud horribile, inter christianos non nominandum ('aquele pecado horrível que entre os cristãos não deve ser nomeado').

#### Islã

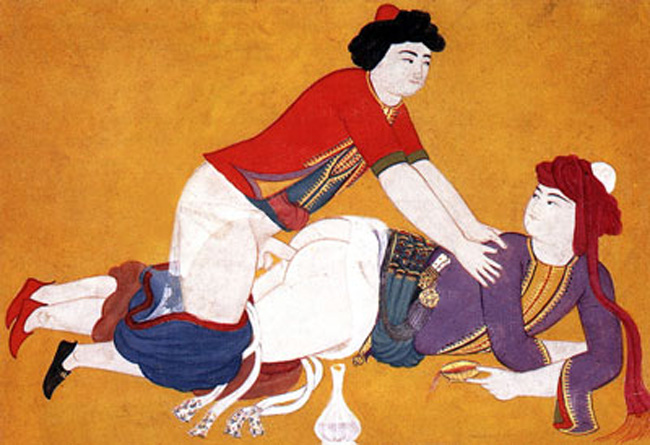
Ilustração otomana representando dois jovens tendo relações sexuais (extraída de Sawaqub al-Manaquib)

Liwat, ou o pecado do povo de Lót – que passou a ser interpretado como uma referência geral à atividade sexual entre pessoas do mesmo sexo – é comumente proibido oficialmente pelas correntes islâmicas; há trechos do Alcorão que mencionam o castigo de Sodoma e Gomorra, e isso é interpretado como uma referência ao sexo "não natural", motivo pelo qual há hadiths e leis islâmicas que o proíbem. Praticantes masculinos de sexo anal entre homens são chamados de luti ou, no plural, lutiyin e são vistos como criminosos da mesma forma que um ladrão.

## Outros animais
Como forma de comportamento sexual não reprodutivo em animais, o sexo anal foi observado em alguns primatas, tanto em cativeiro quanto na vida selvagem.